# 11. zongoraverseny (Mozart)
Wolfgang Amadeus Mozart 11., F–dúr zongoraversenye, a Köchel-jegyzék-ben 413 szám alatt (387a) szerepel.

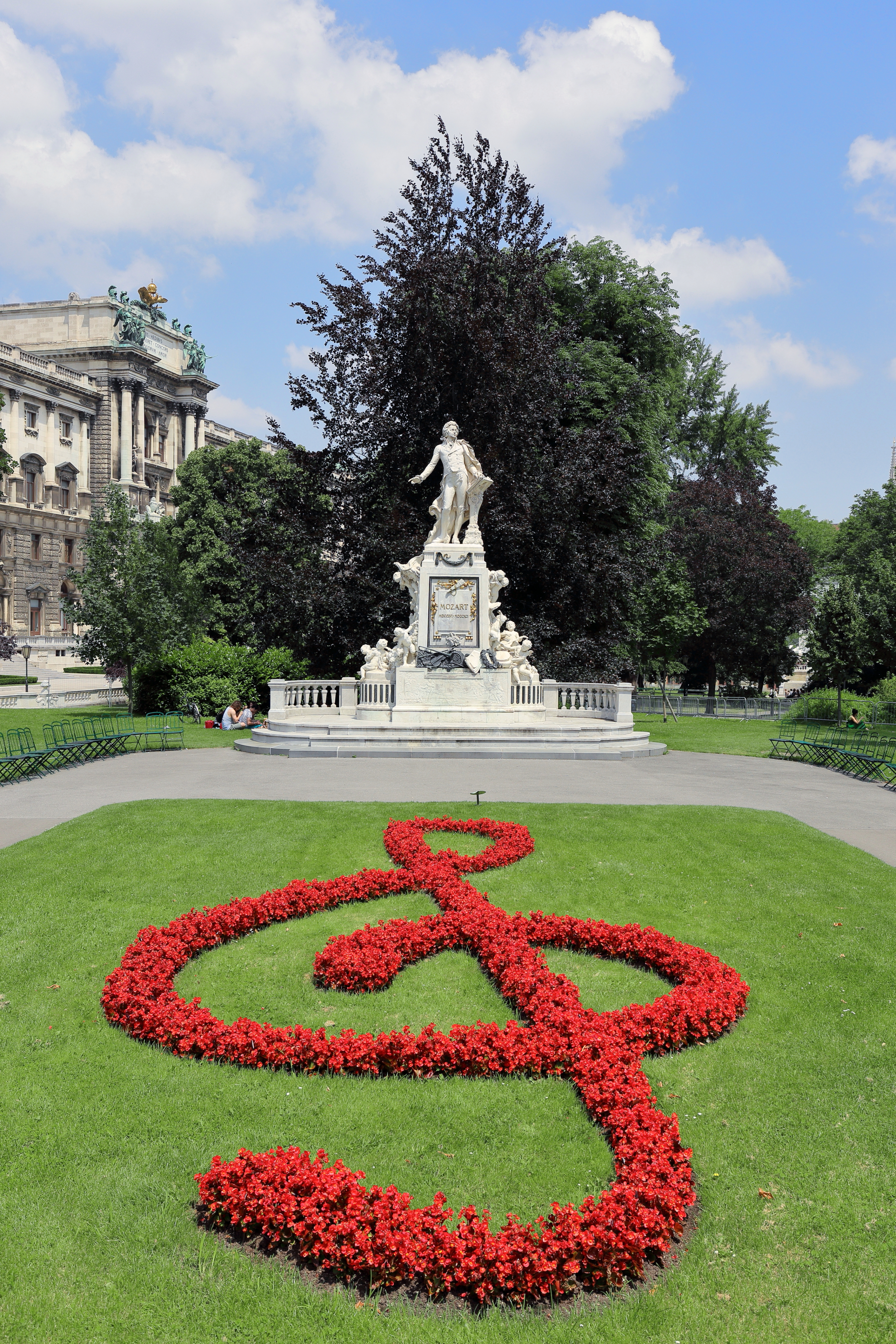
Mozart emlékmű Bécsben

## Keletkezése, története
A korai, Bécsben írt zongoraversenyek egyik darabja, amelyet Wolfgang Amadeus Mozart 1782-ben másodiknak írt Bécsben.
Az utolsó kiadású Köchel-jegyzék szerint a 12. zongoraverseny (K. 414) előbb keletkezett.

## Szerkezete, jellemzői
A hangszerelés vonósokra, 2 oboára, 2 kürtre, 2 basszuskürtre, zongorára készült.
Mozart saját házi használatra vonósnégyes kíséretre is átírta.
Tételei:
1. Allegro 3/4-ben
2. Larghetto 4/4-ben (B-dúrban)
3. Minuet|Tempo di menuetto 3/4-ben

Mozart csak két másik zongoraversenyében (No. 14. és No. 24.) írta az első tételt 3/4-ben, a bevezetőben a domináns hangnem C-dúrban szól, majd később visszatér az F-dúrhoz (ezt a sémát használja a 14. zongoraverseny első tételénél is.) 
A második tétel 4/4-ben íródott, számos figyelemre méltó részlettel. A harmadik tételben Mozart menüett formát és a normál rondó szerkezetet variálja.

## Ismertség, előadási gyakoriság
Hangversenyen, hanglemezen, vagy elektronikus médiákban viszonylag ritkán hallgatható darab. 2006-ban, a Mozart-év kapcsán a Magyar Rádió Bartók Rádiójának Mozart összes művét bemutató sorozatában volt hallható.